# 巴茨县 (佐治亚州)
巴茨县（英語：Butts County）是位于美国佐治亚州中部的一个县，面积492平方公里，县治杰克逊。根据2000年美国人口普查，共有人口21,045。
巴茨县成立于1825年12月24日。